# Clásica de Almería
La Clásica de Almería es una carrera ciclista de un día que se disputa en la provincia de Almería (España) y sus alrededores, el segundo domingo del mes de febrero.
Desde 1992 es una carrera profesional, anteriormente era una prueba amateur. Desde la creación de los Circuitos Continentales UCI en 2005 formó parte del UCI Europe Tour dentro de la categoría 1.1; en 2012 ascendió a la categoría 1.HC (máxima categoría de estos circuitos) hasta el año 2013, pero después en 2014 bajó de categoría de nuevo a la 1.1 hasta 2017. Nuevamente desde el año 2018 regresa a la categoría 1.HC. De cara a 2020, la carrera pasó a formar parte de las UCI ProSeries dentro de la categoría 1.Pro.
Su recorrido es eminentemente llano, con alguna pequeña dificultad en la mitad del trazado.

## Palmarés
| Año  | Ganador                      | Segundo                     | Tercero                    |
| ---- | ---------------------------- | --------------------------- | -------------------------- |
| 1986 | Miguel Ángel Martínez Torres |                             |                            |
| 1987 | Tomás Ortega                 |                             |                            |
| 1988 | José González                |                             |                            |
| 1989 | José Bernabé                 | Tomás Ortega                | Manuel Pascual             |
| 1990 | Bernardo González Miñano     | Fernando Piñero Gallego     |                            |
| 1991 | Asier Guenetxea              |                             |                            |
| 1992 | Kenneth Weltz                | Alfonso Gutiérrez           | Abraham Olano              |
| 1993 | Viacheslav Yekímov           | Eduardo Chozas              | Romes Gainetdinov          |
| 1994 | Johan Capiot                 | Asiat Saitov                | Jans Koerts                |
| 1995 | Jean-Pierre Heynderickx      | Jo Planckaert               | Edwig van Hooydonck        |
| 1996 | Wilfried Nelissen            | Asier Guenetxea             | Jesper Skibby              |
| 1997 | Massimo Strazzer             | Max van Heeswijk            | Ján Svorada                |
| 1998 | Mario Traversoni             | Francesco Arazzi            | Óscar Freire               |
| 1999 | Ján Svorada                  | Nicola Minali               | Ángel Edo                  |
| 2000 | Isaac Gálvez                 | Ján Svorada                 | Markus Zberg               |
| 2001 | Tayeb Braikia                | Markus Zberg                | Endrio Leoni               |
| 2002 | Massimo Strazzer             | Markus Zberg                | Marc Lotz                  |
| 2003 | Luciano Pagliarini           | Massimo Strazzer            | Alexéi Márkov              |
| 2004 | Jérôme Pineau                | Thomas Voeckler             | Benjamín Noval             |
| 2005 | Iván Gutiérrez               | Sergi Escobar               | David Muñoz Bañón          |
| 2006 | Fran Pérez                   | Ricardo Serrano González    | Adolfo García Quesada      |
| 2007 | Giuseppe Muraglia            | Eduard Vorganov             | Vicente Ballester Martínez |
| 2008 | Juan José Haedo              | Óscar Freire                | Graeme Brown               |
| 2009 | Gregory Henderson            | Graeme Brown                | Stefano Garzelli           |
| 2010 | Theo Bos                     | Mark Cavendish              | Graeme Brown               |
| 2011 | Matteo Pelucchi              | José Joaquín Rojas          | Pim Ligthart               |
| 2012 | Michael Matthews             | Borut Božič                 | Roger Kluge                |
| 2013 | Mark Renshaw                 | Reinardt Janse van Rensburg | Francesco Lasca            |
| 2014 | Sam Bennett                  | Juanjo Lobato               | Davide Vigano              |
| 2015 | Mark Cavendish               | Juanjo Lobato               | Mark Renshaw               |
| 2016 | Leigh Howard                 | Alekséi Tsatevich           | Aleksejs Saramotins        |
| 2017 | Magnus Cort                  | Rüdiger Selig               | Jens Debusschere           |
| 2018 | Caleb Ewan                   | Danny van Poppel            | Timothy Dupont             |
| 2019 | Pascal Ackermann             | Marcel Kittel               | Luka Mezgec                |
| 2020 | Pascal Ackermann             | Alexander Kristoff          | Elia Viviani               |
| 2021 | Giacomo Nizzolo              | Florian Sénéchal            | Martin Laas                |
| 2022 | Alexander Kristoff           | Nacer Bouhanni              | Giacomo Nizzolo            |
| 2023 | Matteo Moschetti             | Arnaud De Lie               | Jordi Meeus                |
| 2024 | Olav Kooij                   | Matteo Moschetti            | Matteo Trentin             |
| 2025 | Milan Fretin                 | Max Kanter                  | Émilien Jeannière          |

Notas:
- Las primeras 6 ediciones (1986-1991) fueron amateur.
- En la edición 2007, en principio el ganador fue de Giuseppe Muraglia pero fue descalificado por dopaje.[4]

## Palmarés por países
| País            | Victorias | Último vencedor            |
| --------------- | --------- | -------------------------- |
| España          | 9         | Fran Pérez en 2006         |
| Italia          | 6         | Matteo Moschetti en 2023   |
| Australia       | 4         | Caleb Ewan en 2018         |
| Bélgica         | 4         | Milan Fretin en 2025       |
| Dinamarca       | 3         | Magnus Cort en 2017        |
| Alemania        | 2         | Pascal Ackermann en 2020   |
| Países Bajos    | 2         | Olav Kooij en 2024         |
| Rusia           | 1         | Viacheslav Yekímov en 1993 |
| República Checa | 1         | Ján Svorada en 1999        |
| Brasil          | 1         | Luciano Pagliarini en 2003 |
| Francia         | 1         | Jérôme Pineau en 2004      |
| Argentina       | 1         | Juan José Haedo en 2008    |
| Nueva Zelanda   | 1         | Gregory Henderson en 2009  |
| Irlanda         | 1         | Sam Bennett en 2014        |
| Reino Unido     | 1         | Mark Cavendish en 2015     |
| Noruega         | 1         | Alexander Kristoff en 2022 |

En negrilla corredores activos.

## Estadísticas

### Más victorias
Hasta la edición 2025.
| Ciclista         | Victorias | Años        |
| ---------------- | --------- | ----------- |
| Massimo Strazzer | 2         | 1997 y 2002 |
| Pascal Ackermann | 2         | 2019 y 2020 |

- En negrilla corredores activos.

### Victorias consecutivas
- Dos victorias seguidas:
  -  Pascal Ackermann (2019, 2020)
- En negrilla corredores activos.